# Jiang Xuelian
Jiang Xuelian (en chino: 蒋雪莲; Chongqing, 1 de mayo de 1979) es una deportista china que compitió en bádminton. Ganó una medalla de bronce en el Campeonato Mundial de Bádminton de 2001, en la prueba de dobles.

## Palmarés internacional
| Campeonato Mundial | Campeonato Mundial | Campeonato Mundial | Campeonato Mundial |
| Año                | Lugar              | Medalla            | Prueba             |
| ------------------ | ------------------ | ------------------ | ------------------ |
| 2001               | Sevilla (España)   | Medalla de bronce  | Dobles             |